# قطعنامه ۱۱۹۴ شورای امنیت
قطعنامه  ۱۱۹۴ شورای امنیت سازمان ملل متحد که در تاریخ ۰۹ سپتامبر ۱۹۹۸ تصویب شد، سندی بین‌المللی دربارهٔ بررسی وضعیت میان عراق و کویت است. این قطعنامه طی نشست ۳۹۲۴ام با ۱۵ رای موافق، ۰ مخالف و ۰ ممتنع تصویب شد.